# Avril et le monde truqué
Avril et le monde truqué är en fransk tecknad äventyrsfilm från 2015, i regi av Christian Desmares och Franck Ekinci, samt med Marion Cotillard i huvudrollen. Den utspelar sig i ett alternativt 1941, där 1800-talets teknologi och politik lever kvar och en fransk flicka måste ta reda på varför vetenskapsmän och uppfinnare plötsligt har börjat försvinna. Filmen bygger på serieskaparen Jacques Tardis stil och fiktiva världar.
Filmen hade premiär vid Annecys internationella festival för animerad film, där den vann priset för bästa långfilm.

## Medverkande
- Marion Cotillard som Avril
- Marc-André Grodin som Julius
- Jean Rochefort
- Philippe Katerine
- Olivier Gourmet
- Macha Grenon som Annette
- Benoît Brière som Pizoni
- Anne Coesens
- Bouli Lanners